# 埃及英治时期
埃及英治时期，指1882年至1953年间，埃及在英埃战争之后、七月革命之前，由英国管治的时期。

## 英国管治

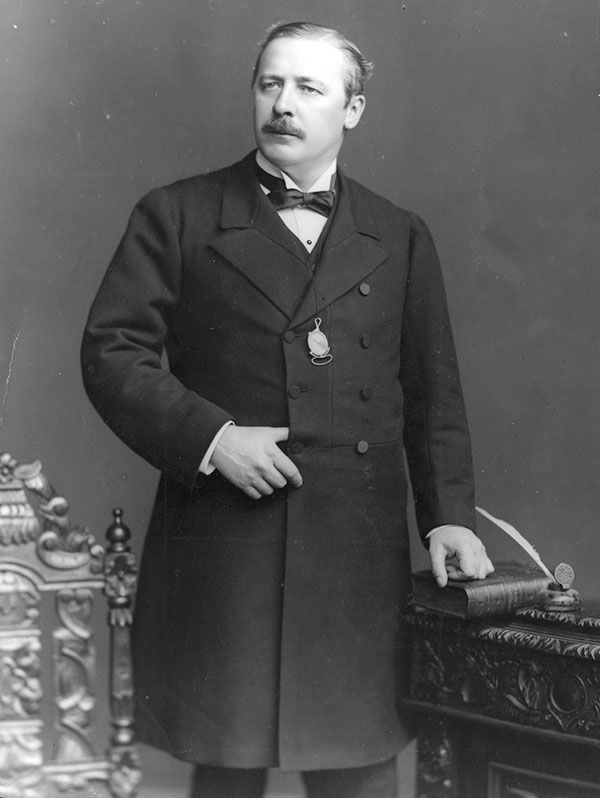
第一代克羅默伯爵埃弗林·巴林

19世纪80年代末，随着反对西方影响的风潮越来越盛行，埃及上流人士之间的矛盾也越来越明显。1881年9月，军方发动大规模游行，迫使赫迪夫陶菲克帕夏（Tewfiq）撤换了首相。1882年4月，英法派出战舰到亞歷山卓，以稳固陶菲格的政权，不过，此举引起了埃及民众的恐慌。陶菲格担心以艾哈邁德·阿拉比为首的军官对自己不利，离开了首都开罗，到亚历山大寻求庇护。6月，反对欧洲势力的民族主义者掌控了政权。亚历山大爆发了暴乱，400名西方人在暴乱中丧生。英国海军因此發動英埃战争炮轰亚历山大，但是阿拉比仍然不为所动。8月，英国陆军在苏伊士运河两端登陆，并在9月的Battle of Tel el-Kebir中击败了埃及陆军，政权交还陶菲格。英国最初的目标是在埃及重建稳定的政治制度和国际对埃及的影响力，以精简埃及的财政（埃及在伊斯梅爾帕夏时期就已经拖欠巨债）。因此，英国起初没有计划长期占领埃及。但是，英国驻埃总领事第一代克羅默伯爵埃弗林·巴林（Evelyn Baring）认为，埃及的财政改革需时不短，应长期占领埃及。巴灵还认为，政治稳定需要金融稳定，应该开展一个长期投资计划，促进生产埃及出口商品中的中流砥柱 - 棉花。1906年，一群英国军官和一群埃及民众爆发了冲突，是为丁舍瓦伊事件（Denshawai Incident）。事件动摇了英国殖民地政府的管治地位。1922年，英国管治在名义上结束，埃及获得独立地位，不过，英国的军事压力，一直到1936年才终于解除。

### 社会、经济影响
埃及在英治时期，逐渐发展为一个地区性的商业和贸易中心。希腊人、犹太人、美国人开始流入埃及。侨居埃及的外国人由19世纪40年代的10,000人上升到19世纪80年代的90,000人，到了20世纪30年代，更是发展到1,500,000人。

## 埃及苏丹领
1914年，第一次世界大戰發生，奥斯曼帝国參加同盟國，英国向奥斯曼帝国宣战。因为埃及在名义上是奥斯曼帝国的一个省份，所以，英国宣布建立埃及保护国，废黜当时的赫迪夫，扶持另一个皇室成员登上王位，成为苏丹。战后，瓦夫德党（Wafd Party）派出成员包括萨德·扎格卢勒的代表团，到巴黎参加和会，争取埃及独立，但代表团成员很快就被人逮捕，并流放到马耳他上面。另外第一次世界大戰結束後，駐埃及的龐大英國軍隊隨著複員而迅速減少，不满英国政府的埃及民众因此在各地发起游行示威。
1919年3月至4月间，大规模游行示威逐渐演变成暴乱，史称1919年埃及革命。当年的整个春季里，每天都有游行示威、骚乱。令英国当局惊讶的是，就连女性都加入了游行示威的行列。领导女性示威者的是Hoda Shaarawy，此人后来成为了埃及女权主义的领袖人物。女性第一次示威是在1919年3月16日，第二次示威是在同月20日。女性示威者在革命中的角色，随后变得越来越重要。英国政府镇压暴乱造成了800人身亡。
1919年11月，米尔纳委员会（Milner Commission）抵达埃及，寻求解决方案。次年，米尔纳勋爵（Lord Milner）向外务大臣寇松勋爵提交了报告书。米尔纳在报告书中建议政府取消埃及保护国，并与埃及订立盟约。寇松勋爵接受建议，接见以扎格卢勒和阿德勒·帕夏（Adli Pasha）为首的埃及代表团。双方在当年8月达成协议，而协议也在1921年2月获得了英国国会通过。6月，阿德勒又再率领代表团，到伦敦商讨有关订立盟约的事务。但是，埃及代表团最終无功而返，因為，英國政府在各方壓力之下不願放棄蘇伊士運河的控制權。而且，寇松勋爵的同僚，也不願接受埃及代表团所提出的条件。

## 埃及王国

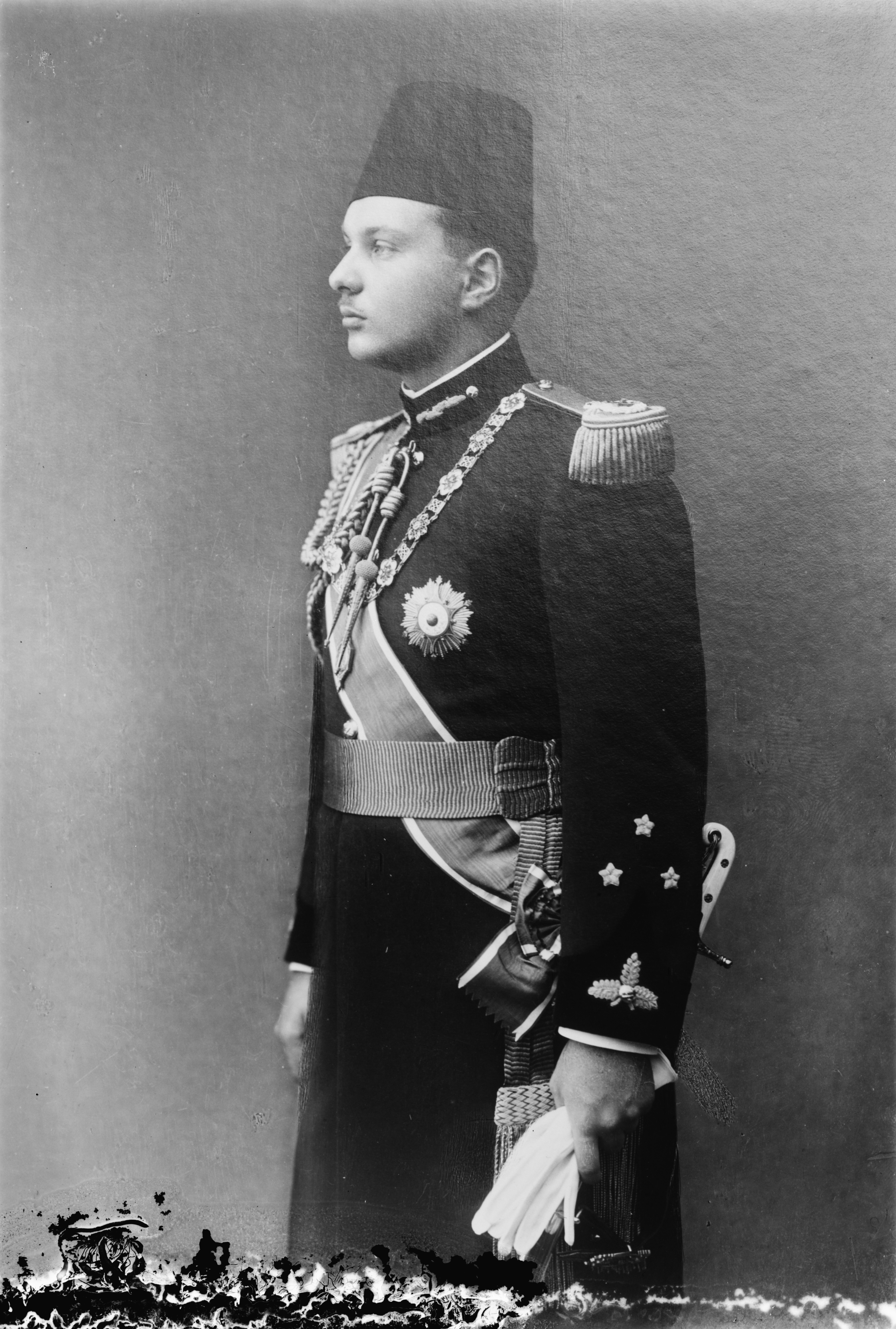
法鲁克

1921年12月，开罗英国当局宣布当地处于戒严状态，并再次拘捕扎格卢勒，局势再度失控。次年2月28日，英國政府在駐埃及高級專員（British High Commissioner in Egypt）艾倫比勳爵（Lord Allenby）的建議下，單方面宣佈埃及獨立，取消保護國，建立獨立的埃及王國。阿卜杜勒·帕夏（Sarwat Pasha）成為王國的第一任總理。不過，英國對埃及的內政外交仍然有一定的影響力，而且保留了蘇伊士運河、蘇丹的控制權。
1936年，埃及國王福阿德一世（Fuad I）駕崩，其子法鲁克以十六歲之齡繼位。意大利入侵埃塞俄比亚之后，感觉受到威胁的法鲁克和意大利签署了条约，要求英国驻军在1949年之前撤出埃及（除了苏伊士运河）。
第二次世界大战期间，埃及成为了盟军部队在整个地区的基地。1947年，英军撤往苏伊士运河，但是民族主义者的反英情绪仍未消散。1952年賈邁勒·阿卜杜-納賽爾政變，隔年推翻了埃及君主制，建立了埃及共和國。根據1954年的英埃協議，最後一批英國軍隊於1956年6月離開埃及。

## 備註
1. ↑  1922年立王國名義獨立，1952年法魯克一世退位，1953年英國完全撤軍。